# Sultani del Brunei

Stendardo reale del Sultano del Brunei.

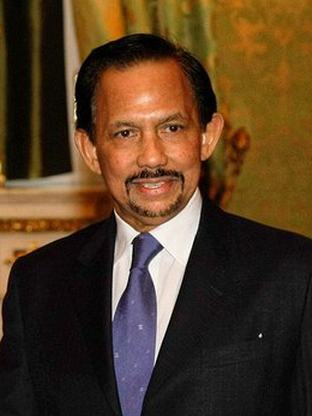
L'attuale sultano, Hassanal Bolkiah.

Il Sultano del Brunei è il capo di Stato del Paese asiatico. La linea ereditaria della Casa regnante può essere tracciata fino all'inizio del XV secolo.
Viene confermato nell'incoronazione con il leggendario pugnale damascato simbolo del potere assoluto, il Kris Si Naga. Il figlio del sultano porta il titolo "Sri Sultan" apposto al nome, mentre il sovrano usa il prefisso "Sultan".
Dal 1984 il sultano ricopre anche la carica di primo ministro, prima affidata ad un Wazir della famiglia reale, il Bandahara (letteralmente "consigliere principale"). Il tipo di monarchia è stato costituzionale fino al XVII secolo, quando fu abolito il Consiglio dei Principi (Parlamento) e il potere del sovrano si rafforzò in senso assolutistico. Non tutti i sultani, tuttavia, hanno ricevuto il titolo onorifico di "Yang di-Pertuan" ossia "sovrano per tutta la vita".
Quasi sempre le dinastie regnanti si sono intrecciate con quelle del coevo e vicino Sultanato di Sambas, in particolare: Saifuddin, Kamaluddin, Temenggong, Aqamaddin, Umar, Tajuddin e Sharifuddin.

## Sultani
Il numero dei sultani cambia secondo l'albero genealogico considerato. Quello ufficiale del 1986 ad esempio considera Muhammad Alam "Raja Api" sultano dal 1825-6 al 1828, mentre in alcuni altri sono registrati 28 sultani, non avendo egli ottenuto ufficialmente l'incarico e non essendo stato investito con il Kris Si Naga (nelle mani di Pengiran Nooralam). Si tende di norma a privilegiare comunque la prima versione (29 sultani).
Da segnalare inoltre che sua sorella, Raja Noor Alam, mantenne un grande potere come regina dal 1824 al 1826, unica donna a farlo nella storia dei Brunei (per quanto nessun titolo le sia stato riconosciuto).
I 29 sultani sono stati:
| N° | Nome               | Regno  | Regno | Note |
| N° | Nome               | Inizio | Fine  | Note |
| -- | ------------------ | ------ | ----- | --- |
| 1  | Muhammad Shah      | 1368   | 1402  | Istituito il Sultanato |
| 2  | Ahmad              | 1408   | 1425  | |
| 3  | Sharif Ali         | 1425   | 1433  | Nessun rapporto genealogico diretto con il predecessore, ma è stato selezionato poiché era il genero del precedente sultano (Ahmad) e conosceva bene l'Islam.                                                                                                |
| 4  | Solimano           | 1433   | 1473  | Figlio del precedente sultano, Sharif Ali. Abdicato per permettere a suo figlio Bolkia di diventare sultano. |
| 5  | Bolkiah            | 1473   | 1521  | Figlio del precedente sultano, Solimano. Inizia la casata Bolkiah. Sua figlia Penginoan Dayak sposò il sultano di Matan Sulaiman I, convincendolo a convertirsi all'Islam e a stringere accordi con il Brunei.                                               |
| 6  | Abdul Kahar        | 1521   | 1533  | Figlio del precedente sultano, Bolkiah. Espanse il Brunei fino ad ottenere Sarawak; nel 1530 si dimise in favore del nipote. Fece forgiare il Kris Si Naga.                                                                                                  |
| 7  | Saiful Rijal       | 1533   | 1581  | Nipote e figlio adottivo del precedente sultano, Abdul Kahar, Reggente dal 1530 al 1533. La Guerra castigliana è scoppiata tra Brunei e la Spagna. |
| 8  | Shah Berunai       | 1581   | 1582  | Nipote del sultano di Matan Sulaiman II e figlio maggiore di Sultan Saiful Rijal. Nel 1587 la Spagna conquista le Filippine. |
| 9  | Muhammad Hassan    | 1582   | 1598  | Fratello minore di Shah Berunai. Fu introdotta la Hukum Kanun Brunei o la Legge del Brunei. Continuò l'espansione dell'Impero Bruneiano. Divenne Raja di Sarawak e fu il padre di Tengah, sposo di Noor Sri Paduka che legò le dinastie di Sambas e Brunei.. |
| 10 | Abdul Jailul Akbar | 1598   | 1659  | Figlio maggiore di Muhammad Hassan. Olivier Van Noort visita il Brunei. Nascono il sultanato di Sarawak, che diventa possesso del Brunei, e quello di Sambas, con cui la dinastia regnante si legherà fin da subito.                                         |

Casata Bolkiah (sempre legata dinasticamente ai sultani di Sambas) 
| Nome                          | Regno  | Regno     | Note |
| Nome                          | Inizio | Fine      | Note |
| ----------------------------- | ------ | --------- | --- |
| Abdul Jailul Jabbar           | 1649   | 1652      | (ottenne il regno di Sarawak come dominio del Brunei) |
| Mohammed Ali                  | 1652   | 1660      | (inizia la guerra civile con il suo assassinio da parte di Abdul Hakkul Mubin)                                                                              |
| Abdul Hakkul Mubin            | 1660   | 1673      | (salì al trono uccidendo Mohammed Ali e iniziando la guerra civile; strinse forti rapporti con Sambas; assassinato a sua volta da Myhyiddin)                |
| Muhyiddin                     | 1673   | 1690      | (pose fine alla guerra civile usurpando Abdul Hakkul Mubin)                                                                                                 |
| Nassaruddin                   | 1690   | 1705      | |
| Hussin Kamaluddin             | 1705   | 1730      | (prima volta, abdicò in favore del cugino; nel 1732 il cugino Abu Bakar Kamaluddin divenne sultano di Sambas)                                               |
| Muhammad Alauddin             | 1730   | 1745      | (cugino di Kamaluddin, salì al trono per un accordo) |
| Hussin Kamaluddin             | 1745   | 1762      | (seconda volta; governò congiuntamente con Muhammad dal 1737-40)                                                                                            |
| Omar Ali Saifuddin I          | 1762   | 1795      | (per alcune fonti morì nel 1793) |
| Muhammad Tajuddin             | 1796   | 1807      | (per due volte, interrotto nel 1803-4; la prima volta salì al trono dopo la morte del cugino Akmad Tajuddin sultano di Sambas)                              |
| Muhammad Jamalul Alam I       | 1803   | 1804      | (morì dopo nove mesi per una malattia improvvisa quando Saifuddin era minorenne)                                                                            |
| Muhammad Kanzul Alam          | 1807   | 1829      | (de iure dal 1825-6 al 1828, secondo molte fonti abdicò e morì nel 1826 o prima; forse divenne sultano in violazione ad un presunto "accordo" con Tajuddin) |
| Muhammad Alam                 | 1825   | 1828      | (de facto, non investito con il Kris Si Naga; condannato a morte o assassinato nel 1828)                                                                    |
| Omar Ali Saifuddin II         | 1829   | 1852      | (pose fine alla crisi di successione del 1826) |
| Abdul Mumin                   | 1852   | 1885      | |
| Hashim Jalilul Alam Aqamaddin | 1885   | 1906      | (accettò il protettorato britannico nel 1888 pur conservando l'indipendenza formale)                                                                        |
| Muhammad Jamalul Alam II      | 1906   | 1924      | |
| Ahmad Tajuddin                | 1924   | 1950      | |
| Omar Ali Saifuddien III       | 1950   | 1967      | |
| Hassanal Bolkiah              | 1967   | in carica | |